# Alligny-en-Morvan
Alligny-en-Morvan és un municipi francès, situat al departament del Nièvre i a la regió de Borgonya - Franc Comtat. L'any 2007 tenia 645 habitants.

## Demografia

### Població
El 2007 la població de fet d'Alligny-en-Morvan era de 645 persones. Hi havia 291 famílies, de les quals 90 eren unipersonals (47 homes vivint sols i 43 dones vivint soles), 126 parelles sense fills, 59 parelles amb fills i 16 famílies monoparentals amb fills.
La població ha evolucionat segons el següent gràfic:
Habitants censats

### Habitatges
El 2007 hi havia 557 habitatges, 297 eren l'habitatge principal de la família, 217 eren segones residències i 43 estaven desocupats. 545 eren cases i 9 eren apartaments. Dels 297 habitatges principals, 250 estaven ocupats pels seus propietaris, 27 estaven llogats i ocupats pels llogaters i 21 estaven cedits a títol gratuït; 11 tenien una cambra, 23 en tenien dues, 68 en tenien tres, 73 en tenien quatre i 124 en tenien cinc o més. 218 habitatges disposaven pel capbaix d'una plaça de pàrquing. A 143 habitatges hi havia un automòbil i a 130 n'hi havia dos o més.

### Piràmide de població
La piràmide de població per edats i sexe el 2009 era:
| Homes | Edats   | Dones |
| ----- | ------- | ----- |
| 4     | 95 o +  | 0     |
| 0     | 90 a 94 | 4     |
| 12    | 85 a 89 | 4     |
| 4     | 80 a 84 | 20    |
| 16    | 75 a 79 | 36    |
| 28    | 70 a 74 | 40    |
| 16    | 65 a 69 | 28    |
| 28    | 60 a 64 | 28    |
| 4     | 55 a 59 | 20    |
| 16    | 50 a 54 | 16    |
| 28    | 45 a 49 | 24    |
| 16    | 40 a 44 | 16    |
| 32    | 35 a 39 | 28    |
| 20    | 30 a 34 | 16    |
| 4     | 25 a 29 | 8     |
| 16    | 20 a 24 | 4     |
| 16    | 15 a 19 | 20    |
| 32    | 10 a 14 | 16    |
| 4     | 5 a 9   | 0     |
| 12    | 0 a 4   | 0     |

## Economia
El 2007 la població en edat de treballar era de 371 persones, 244 eren actives i 127 eren inactives. De les 244 persones actives 217 estaven ocupades (116 homes i 101 dones) i 27 estaven aturades (12 homes i 15 dones). De les 127 persones inactives 66 estaven jubilades, 24 estaven estudiant i 37 estaven classificades com a «altres inactius».

### Ingressos
El 2009 a Alligny-en-Morvan hi havia 304 unitats fiscals que integraven 671,5 persones, la mediana anual d'ingressos fiscals per persona era de 15448 €.

### Activitats econòmiques
Dels 20 establiments que hi havia el 2007, 2 eren d'empreses de fabricació d'altres productes industrials, 6 d'empreses de construcció, 5 d'empreses de comerç i reparació d'automòbils, 2 d'empreses de transport, 1 d'una empresa d'hostatgeria i restauració, 2 d'empreses de serveis, 1 d'una entitat de l'administració pública i 1 d'una empresa classificada com a «altres activitats de serveis».
Dels 6 establiments de servei als particulars que hi havia el 2009, 1 era una oficina de correu, 1 paleta, 2 guixaires pintors i 2 fusteries.
L'únic establiment comercial que hi havia el 2009 era una botiga de menys de 120 m².
L'any 2000 a Alligny-en-Morvan hi havia 34 explotacions agrícoles que ocupaven un total de 1.292 hectàrees.

## Equipaments sanitaris i escolars
L'únic equipament sanitari que hi havia el 2009 era una farmàcia.
El 2009 hi havia una escola elemental integrada dins d'un grup escolar amb les comunes properes formant una escola dispersa.

## Poblacions més properes
El següent diagrama mostra les poblacions més properes.